# دون باكون (سياسي)
دون باكون هو أستاذ مساعد وسياسي أمريكي، ولد في 16 أغسطس 1963 في شيكاغو هايتس في الولايات المتحدة. نشط حزبياً في الحزب الجمهوري.

## مناصب
- في انتخابات مجلس النواب الأمريكي 2018 [الإنجليزية]‏، انتخب عضو مجلس النواب الأمريكي عن دائرة الدائرة الكونغرسية الثانية لنبراسكا [الإنجليزية]‏ وقد انضم خلال فترته النيابية [الإنجليزية]‏ (2019 – 2021) للكتلة البرلمانية الحزب الجمهوري.
- في انتخابات مجلس النواب الأمريكي 2016، انتخب عضو مجلس النواب الأمريكي عن دائرة الدائرة الكونغرسية الثانية لنبراسكا [الإنجليزية]‏ وقد انضم خلال فترته النيابية [الإنجليزية]‏ (3 يناير 2017 – 3 يناير 2019) للكتلة البرلمانية الحزب الجمهوري.
- انتخب موظف في الكونغرس [الإنجليزية]‏ (2014 – 2015).
- انتخب عضو مجلس النواب الأمريكي (2017 – ).

## وصلات خارجية
- الموقع الرسمي